# Édson Neves Quaresma
Édson Neves Quaresma (Apodi, 11 de dezembro de 1939 — São Paulo, 5 de dezembro de 1970) foi um guerrilheiro brasileiro integrante da Vanguarda Popular Revolucionária, que participou da luta armada contra a ditadura militar. Morreu no contexto de sua oposição ao regime ditatorial; seu caso é investigado pela Comissão Nacional da Verdade.

## Biografia
Nascido no dia 11 de Dezembro de 1939 em Itaú, que naquela época pertencia ao município de Apodi, Rio Grande do Norte, Édson Neves Quaresma, filho de Josefa Miranda Neves e Raimundo Agostinho Quaresma, era afro-descendente e estudou até a quinta série do curso primário em Natal. Em 1958, ingressou na Escola de Aprendizes de Marinheiros, em Recife (PE), da qual saiu como grumete em 1959. Logo em seguida, foi deslocado para o Rio de Janeiro, tendo servido no Cruzador Tamandaré, navio de guerra americano adquirido pelo governo brasileiro em 1950. Foi tesoureiro da Associação dos Marinheiros e Fuzileiros Navais do Brasil.
Após a deposição de João Goulart, ficou preso na Ilha das Cobras, no Rio de Janeiro, durante um ano e dois meses. Em 31 de dezembro de 1964 foi expulso da Armada. A partir de 1965, passou a atuar na clandestinidade, vinculado ao Movimento Nacionalista Revolucionário (MNR), viajou para Cuba e lá recebeu treinamento de guerrilha. Teria regressado ao Brasil em julho de 1970, já integrado à Vanguarda Popular Revolucionária (VPR), um organização de luta armada contra o governo militar.

## Militância
Édson Quaresma, foi tesoureiro da Associação dos Marinheiros e Fuzileiros Navais do Brasil. No entanto, com o Regime Militar em vigência, o movimento dos praças da Marinha foram duramente reprimidos, resultando na prisão e confinamento de Édson na Ilha das Cobras (RJ), por um período de um ano e dois meses. Em 31 de dezembro de 1964, foi expulso da Armada e, após ser libertado, iniciou sua vida na clandestinidade. Viajou para Cuba, onde fez treinamento militar. Regressou ao Brasil em julho de 1970, militando na Vanguarda Popular Revolucionária – VPR, organização da guerrilha armada de extrema-esquerda que combatia o regime.
Na sua trajetória teve como companheiros de combate contra o regime um dos líderes da oposição armada, Carlos Lamarca e o técnico em eletrônica Yoshitane Fujimori.

### Guerrilha
A trajetória conhecida de Édson Quaresma na luta contra a ditadura militar brasileira tem relação estreita com seu companheiro de luta e coordenador da VPR, Yoshitane Fujimori. Nos laudos e relatos disponíveis para consulta relativos ao período no qual atuou como opositor do regime militar, encontram-se em sua grande maioria relatos do momento da sua morte, no qual se encontrava em companhia do seu companheiro de luta Fujimori.

## Morte
Consta nos relatos da CEMP que, "No dia 05 de dezembro de 1970, Édson Neves Quaresma e Yoshitane Fujimori, militantes da Vanguarda Popular Revolucionária, trafegavam de carro pela Praça Santa Rita de Cássia, na capital paulista, quando foram interceptados por uma patrulha do DOI-CODI. Os fatos foram relatados à Comissão Especial sobre Mortos e Desaparecidos Políticos (CEMDP) por Ivan Akselrud de Seixas, que por sua vez colheu depoimento, na época, de um motorista de táxi que presenciara o ocorrido. O taxista descreveu, detalhadamente, que Fujimori caiu no meio da praça e Quaresma numa rua de acesso, sendo carregado por dois policiais e agredido na Praça até a morte. Fujimori chegou com vida ao DOI-CODI/SP, fato declarado a Ivan pelos policiais Dirceu Gravina e “Oberdan” durante seu interrogatório naquela unidade de repressão política, em 1971" e ainda "A patrulha metralhou o carro, ferindo Édson e Fujimori. Édson, mesmo ferido, tentou correr, sendo alcançado pelos policiais e assassinado cruelmente. Um dos agentes segurou-lhe um dos braços e outro policial, segurando o outro braço, pisou violentamente na sua garganta, matando-o. Fujimore foi assassinado com um tiro na cabeça. Édson foi sepultado como indigente, no Cemitério de Vila Formosa com o nome de Celso Silva Alves"
No Dossiê dos Mortos e Desaparecidos Políticos A Partir de 1964, publicado pelo Governo de Pernambuco, constam algumas informações adicionais sobre a morte Édson e Yoshitane. Como um documento que consta no arquivo do DOPS/RJ, no qual um informante descrevia em seu depoimento que cita os nomes falsos de Édson e Yoshitane e acrescenta: “Cinco terroristas presos foram levados ao Instituto Médico Legal para reconhecimento dos dois terroristas mortos. Os cinco foram unânimes em reconhecer Yoshitame Fujimore no cadáver de ‘Akira Kojima’; mas não souberam dizer quem era o mulato ‘Celso Silva Alves’ que o acompanhava e com ele morreu trocando tiros com a polícia. O mulato foi enterrado com nome falso.” 

### Circunstâncias de morte
De acordo com os relatórios da Comissão Especial sobre Mortos e Desaparecidos a morte de Édson Quaresma e Yoshitane Fujimori teria ocorrido da necessidade de manter sob sigilo a identidade do agente infiltrado, cabo José Anselmo dos Santos, mais conhecido como cabo Anselmo, que teve papel importante como informante da inteligência do Regime Militar. Em depoimento prestado pelo cabo ao DOPS - localizado nos arquivos secretos do departamento policial - explica que Quaresma tinha retornado de Cuba ao Brasil com a missão de preparar a chegada do próprio Anselmo. No voto da relatora Suzana Keniger Lisboa do processo junto à Comissão Especial sobre Mortos e Desaparecidos (CEMDP) existem referências à possibilidade de que a eliminação sumária desses dois militantes - Édson e Fujimori -  de elevada importância na estrutura da VPR, tenha nexo com a necessidade de manter sob segredo a atuação infiltrada do cabo Anselmo.
A CEMDP encaminhou os documentos relativos à morte de Fujimori para laudo do perito Celso Nenevê, que produziu uma prova importante utilizada pela relatora do processo, Suzana Keniger Lisboa. Analisando a trajetória dos tiros, o perito teria concluído que três dos quatro projéteis que penetraram na face direita foram dados com o corpo de Fujimori em posição inferior, ou seja, caído ou deitado. Por maioria de votos, a CEMDP considerou que Édson e Yoshitane foram executados sob a guarda do Estado. Os processos dos dois opositores foram relatados em conjunto, mas as discussões foram feitas em separado, resultando em votações diferenciadas.
Ambos foram sepultados como indigentes no Cemitério de Vila Formosa, Édson Quaresma, sob nome falso. Os laudos de necropsia foram assinados por Harry Shibata, médico legista brasileiro, conhecido por forjar laudos médicos em prol do Regime, e Armando Canger Rodrigues. A solicitação de exame necroscópico de Quaresma foi feita pelo delegado do DOPS, Alcides Cintra Bueno Filho. Inclusive, consta nessa solicitação a profissão  do morto, terrorista. De acordo com os procedimentos legais, o corpo deveria ter sido fotografado de frente e perfil. Mas não foram encontradas tais fotos de seu corpo, que teve entrada no IML quatro horas depois do suposto horário da morte. O laudo registra que uma das cinco balas encontradas em seu corpo atingiu as costas e as outras quatro foram disparadas na cabeça, uma na região auricular direita. A relatora argumentou, em seu parecer, que era praticamente impossível uma pessoa morrer em tiroteio com quatro tiros na cabeça.
Em janeiro de 1997, a Comissão de Mortos e Desaparecidos Políticos do Ministério da Justiça aprovou indenização às famílias de Édson Neves Quaresma e Yoshitane Fujimori, mortos em São Paulo em 1970.

## Homenagens
Em 2017, três cemitérios de São Paulo ganharam placas para homenagear as vítimas da Ditadura Militar que foram sepultadas nos cemitérios municipais da cidade entre os anos de 1969 e 1979. Além dos nomes nas placas, houve também o plantio de árvores de Ipês nesses lugares.
O primeiro a receber a homenagem foi o Cemitério Dom Bosco, seguido do de Campo Grande e, por fim, o de Vila Formosa. O projeto, que contemplou o nome de Édson Neves Quaremas, foi uma parceria entre três secretarias: a de Direitos Humanos e Cidadania (SMDHC), a do Verde e Meio Ambiente (SVMA) e a do Serviço Funerário do Município de São Paulo (SFMSP).